# Márcia Short
Márcia Short (Salvador, 11 de junho de 1968), é uma cantora brasileira de axé music, uma das precursoras do ritmo no carnaval baiano, atuando também no samba-reggae e MPB.

## Biografia
Márcia nasceu no Engenho Velho de Brotas, na capital baiana, onde viveu até 2019. A "efervescência cultural" do bairro influenciou sua formação, sendo uma das personalidades do lugar ao lado de figuras como Mestre Bimba e Jorge Bafafé. O bairro era sede do afoxé Badauê, e Márcia cresceu ouvindo os ensaios, nos quais muitas vezes contavam com a participação de outros blocos como o Ilê Aiyê. Embora a avó a proibisse de frequentar o lugar, muitas vezes conseguia escapar e acompanhar os ensaios e, num show em 2016, ela rendeu homenagem à influência que recebeu do afoxé.
No começo da carreira enfrentou resistência no meio familiar com seu ingresso no meio artístico, como cantora do trio Papa Léguas e da Banda Mel, onde ingressou em 1989 e fez sucesso com as músicas "Crença e Fé", "Mulher Primazia" e "Conversa Fiada", lançando ali quatro LPs. Sobre o racismo, declarou em 2024: "O racismo  se aprimora, se sofistica dia após dia e a cobrança em cima da gente é maior, o espaço que deixam é o mínimo e a gente tem que estar enfrentando, superando, atravessando barreiras todos os dias".
Em 1993 tendo saído da Banda Mel, montou a Bandabah, que fez sucesso na época com as canções "Balé do Amor" "Nação Rastafári" e "Tempo É Ouro". Short lançou seu primeiro disco solo "Márcia Short" em 1997, contendo entre outras as faixas “Graciosa Yá” (Saul Barbosa e Jota Veloso), “Coração de Bola” (Jauperi), e “Iansã” (Gilberto Gil e Caetano Veloso), além de músicas de Nonato Buzar e Chico Anysio.
Tem dois filhos: Daniel (1986) e Valentina (2009).
No ano de 2004 lançou o álbum "Iluminada", que teve produção de Elba Ramalho. Em 2017 lançou o álbum com canções de forró "Márcia Short em Festa do Interior". Durante a pandemia de Covid-19, com shows cancelados, realizou lives que intitulou de Portal Black onde se apresentava num cenário do artista afro-baiano Ayrson Heráclito, e com renda destinada a instituições assistenciais.
Em 2024 a Banda Mel retornou ao carnaval de Salvador nos quarenta anos de seu lançamento, tendo Short como uma das atrações.